# Terminus ante quem
Terminus ante quem (łac. „zakończony przed czasem”) – termin używany w archeologii, paleografii oraz historii sztuki odnoszący się do datowania względnego. Przez to pojęcie rozumiemy określenie, że obiekt lub warstwa archeologiczna powstały przed jakimś konkretnym momentem w czasie, np: mogą być ograniczone z góry przez inne warstwy lub konstrukcje.